# Безстрашний Жанно
Безстрашний Жанно (фр. Jeannot l'intrépide) — французький повнометражний мультфільм 1950 року.
Стрічка знаходиться в суспільному надбанні.

## Сюжет
Юний сміливець Жанно вирушає на острів, щоб боротися із злим велетнем, господарюючим там. Однак у гіганта є хитромудрий прилад, за допомогою якого він зменшує Жанно до розмірів бджоли. Так хлопчик дізнається про існування Країни бджіл (Bee-Land), вступає в їх армію і відважно б'ється, захищаючи королеву-матку. Після цього він веде в бій проти велетня бджіл і інших своїх нових друзів. Їм вдається перемогти, використавши прилад проти самого гіганта: він стає маленьким, а Жанно отримує назад свій зріст.

## Прем'єрний показ в різних країнах
- Франція — 13 грудня 1950
- Португалія — 1952
- Данія — 1 грудня 1952
- Фінляндія — 12 грудня 1952
- США[2] — 5 червня 1953